# Смолёвка вильчатая
Смолёвка ви́льчатая (лат. Siléne dichótoma) — вид травянистых растений, относящийся к роду Смолёвка семейства Гвоздичные (Caryophyllaceae).
Распространённое преимущественно в Нечернозёмной и Чернозёмной зонах сорное растение (антропохор).

## Ботаническое описание

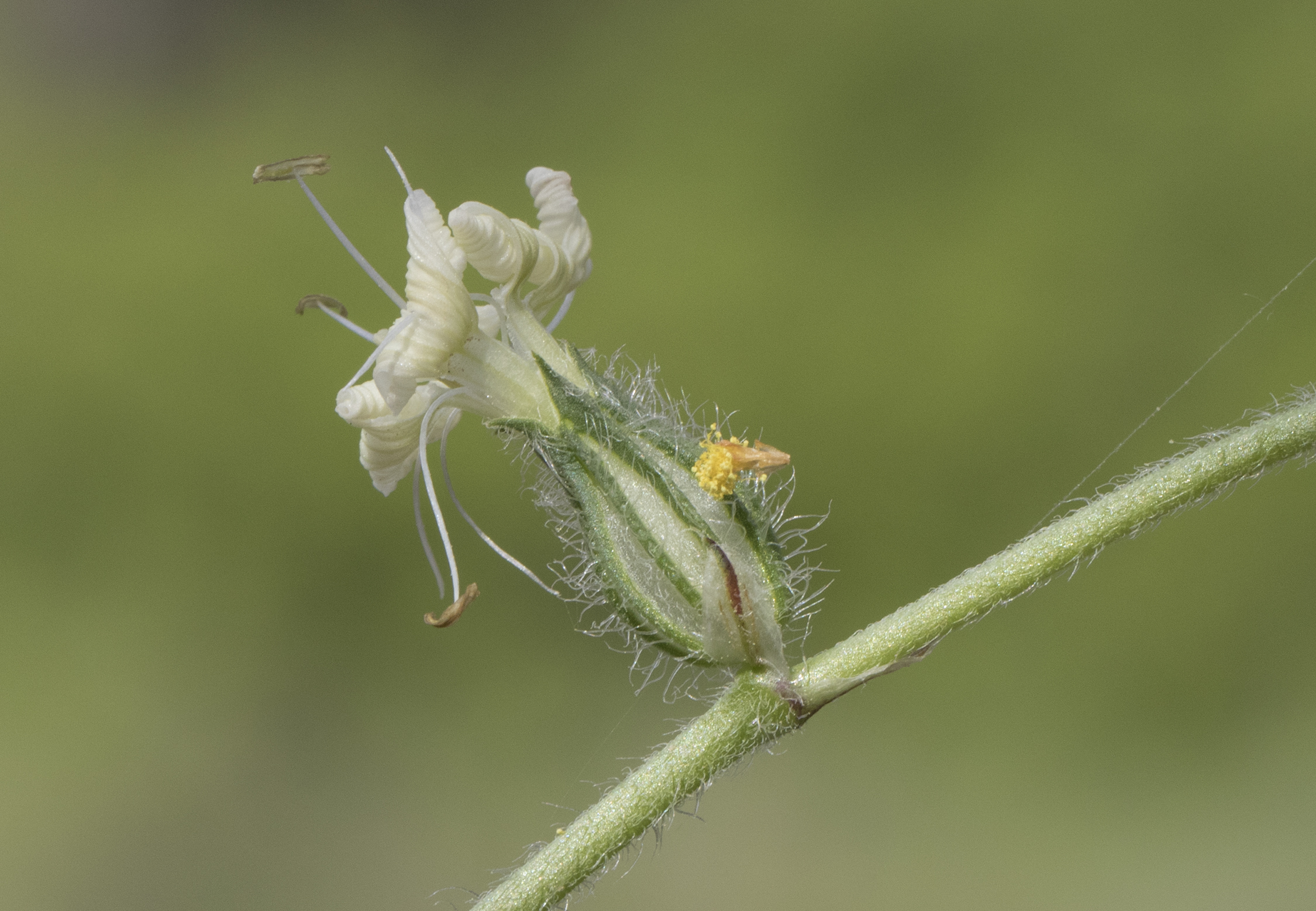
Цветок (вид со стороны чашечки)

Однолетнее или двулетнее растение с утолщённым стержневым корнем, с 1—4 простыми до сильно разветвлённых стеблями 30—80 см высотой, с 6—8 узлами.
Прикорневые листья иногда собранные в оформленную розетку, быстро увядающие. Стеблевые листья супротивные, нижние — суженные в короткие черешки, узкоэллиптические до яйцевидных, с острой верхушкой, 3,5—9 см длиной и 0,5—3 см шириной.
Цветки открываются ночью, ароматные. Соцветие — дихазий до 3,5 см длиной, дважды — трижды разветвлённый, из 15—50 сидячих цветков. Нижние прицветники листовидные, линейно-ланцетные, верхние — плёнчатые, узкотреугольные. Цветки, как правило, обоеполые. Чашечка бочковидная или колокольчатая, с 10 выступающими зелёными жилками, с обильными жестковатыми оттопыренными волосками, 11—14 мм длиной, с треугольными зубцами 1,5—3,5 мм длиной. Венчик белый 17—22 мм длиной, лепестки с глубоко двураздельным отгибом, с небольшими чешуйками-придатками. Тычинки выдающиеся из трубки, столбиков три.
Коробочка яйцевидной формы, кожистая, 12 × 6 мм, жёлто-коричневая, с коричнево-красными до серо-чёрных почковидными семенами 1,4—1,9 × 1—1,2 мм.

## Распространение
Широко распространённое в Восточной и Юго-Восточной Европе растение, иногда заносящееся в другие регионы, в том числе в Северную Америку. Сорное растение по пашням и в посевах многолетних трав, злаков и бобовых.

## Классификация

### Таксономия
Silene dichotoma Ehrh., 1792, Beitr. Naturk. 7: 144
Вид Смолёвка вильчатая относится к роду Смолёвка (Silene) семейства Гвоздичные (Caryophyllaceae) порядка Гвоздичноцветные (Caryophyllales). Кладограмма в соответствии с Системой APG IV по состоянию на декабрь 2023 года:
|  |                                      |  |                                   |                                   |                      |  | ещё 40 семейств | ещё 40 семейств |                    |  |                         |  | еще 485 подтвержденных видов и 1 143 вида, ожидающих подтверждения | еще 485 подтвержденных видов и 1 143 вида, ожидающих подтверждения |  |
|  |                                      |  |                                   |                                   |                      |  | ещё 40 семейств | ещё 40 семейств |                    |  |                         |  | еще 485 подтвержденных видов и 1 143 вида, ожидающих подтверждения | еще 485 подтвержденных видов и 1 143 вида, ожидающих подтверждения |  |
|  |                                      |  |                                   | порядок Гвоздичноцветные          |                      |  |                 |                 | род Смолёвка       |  |                         |  |                                                                    |                                                                    |  |
|  |                                      |  |                                   | порядок Гвоздичноцветные          |                      |  |                 |                 | род Смолёвка       |  | 2 внутривидовых таксона |  |                                                                    |                                                                    |  |
|  | отдел Цветковые, или Покрытосеменные |  |                                   |                                   | семейство Гвоздичные |  |                 |                 | Смолёвка вильчатая |  |                         |  |                                                                    |                                                                    |  |
|  | отдел Цветковые, или Покрытосеменные |  |                                   |                                   |                      |  |                 |                 |                    |  |                         |  |                                                                    |                                                                    |  |
|  |                                      |  | ещё 63 порядка цветковых растений | ещё 63 порядка цветковых растений |                      |  |                 | еще 97 родов    | еще 97 родов       |  |                         |  |                                                                    |                                                                    |  |
|  |                                      |  |                                   | ещё 63 порядка цветковых растений |                      |  |                 |                 | еще 97 родов       |  |                         |  |                                                                    |                                                                    |  |